# Jesuitenkirche St. Ignatius Paris

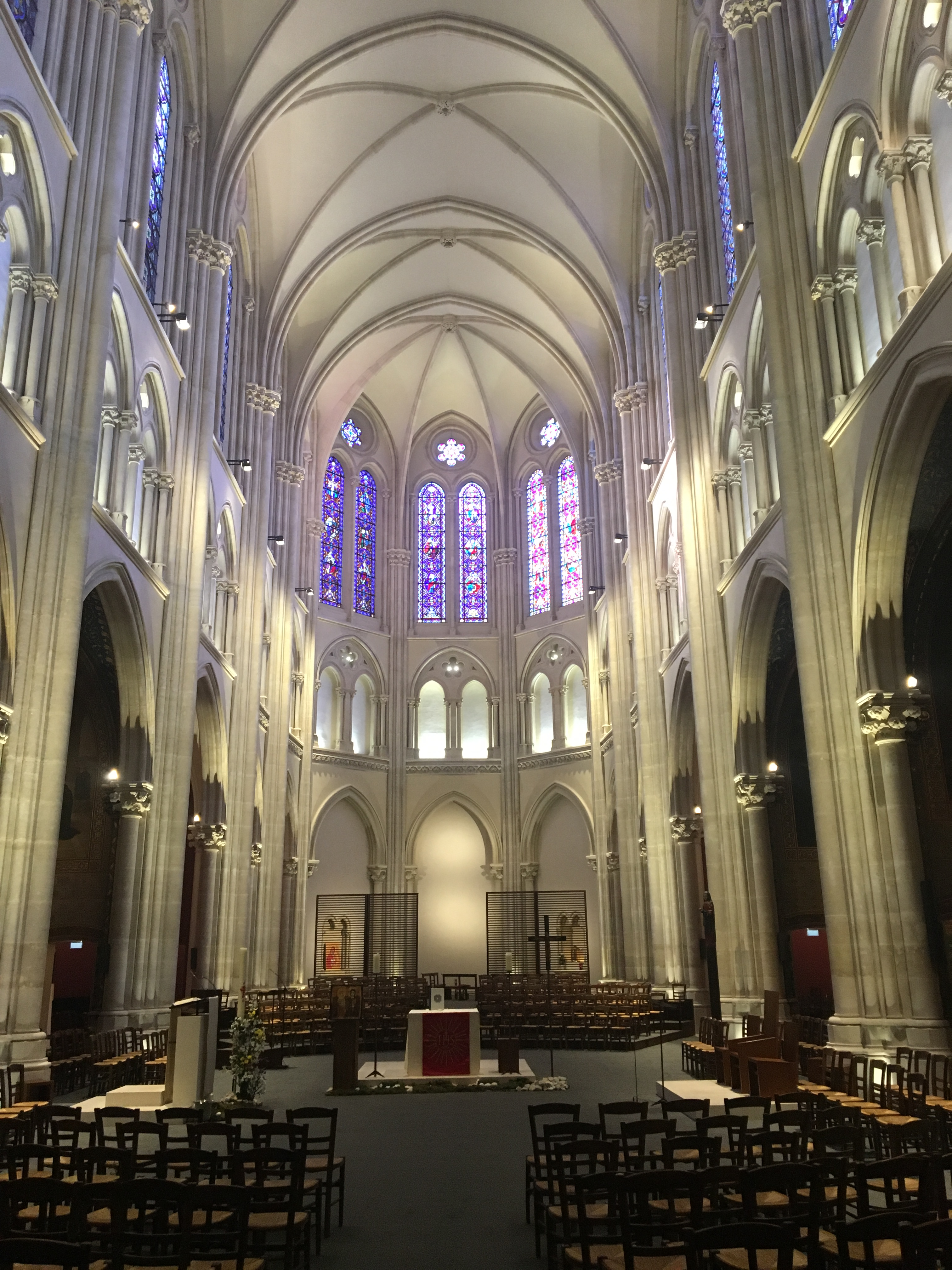
Jesuitenkirche St. Ignatius in Paris

Die Église Saint-Ignace (Kirche Sankt Ignatius) ist eine große katholische Kapelle in der Rue de Sèvres 33 im 6. Arrondissement von Paris. Sie ist dem heiligen Ignatius von Loyola geweiht, dem Gründer der Gesellschaft Jesu. Sie wurde 1855 erbaut und ist neugotisch.
Diese Kapelle, deren pastorale und liturgische Dienste von den Jesuiten erbracht werden, ohne eine Pfarrei zu sein, grenzt an das Centre Sèvres, der Fakultät für Philosophie und für Theologie der Jesuiten in Paris. Sie hat keine sichtbare Fassade auf der Straße.

## Galerie

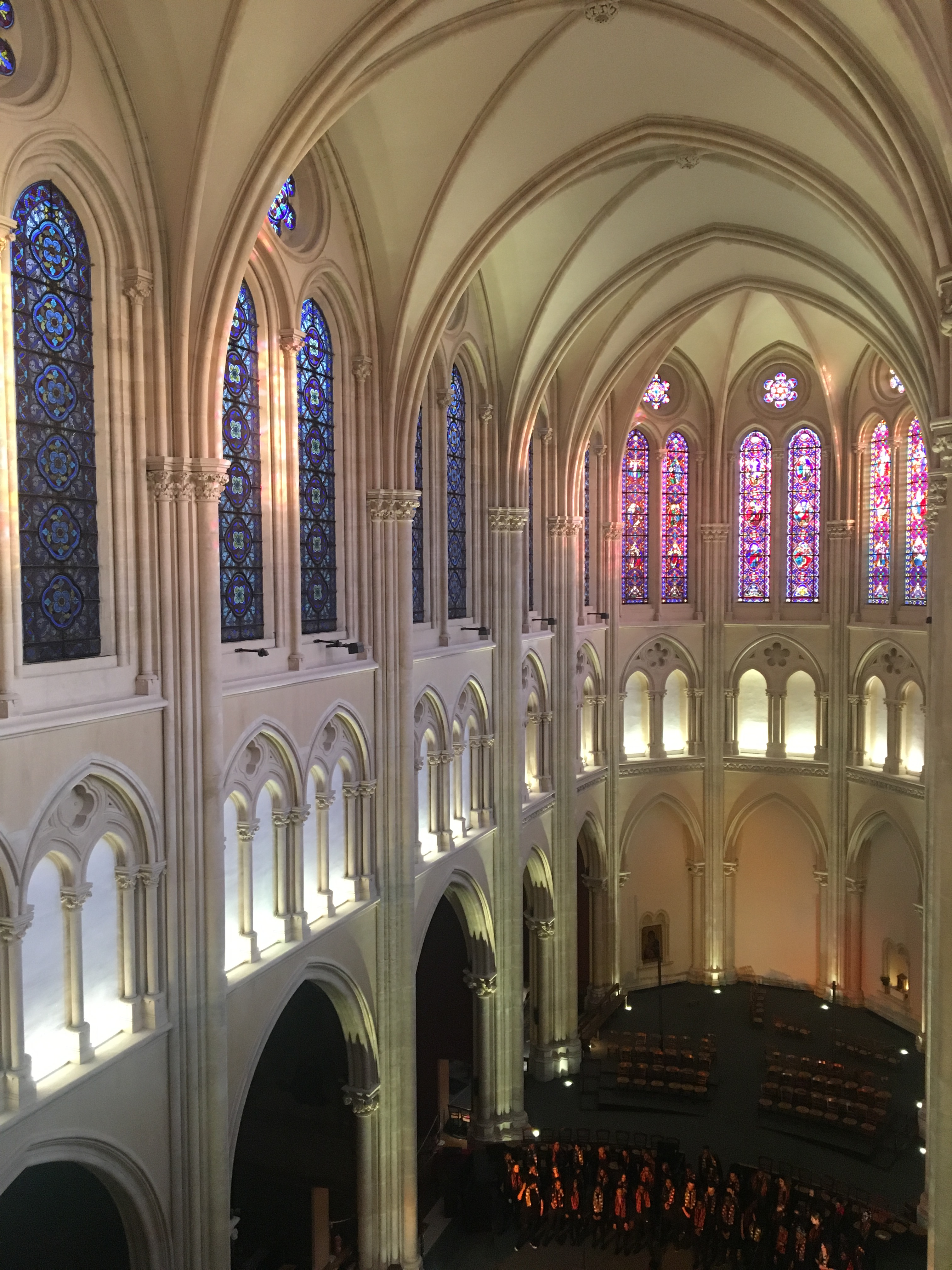
Blick von der Empore (nach der Renovierung 2017–2018)
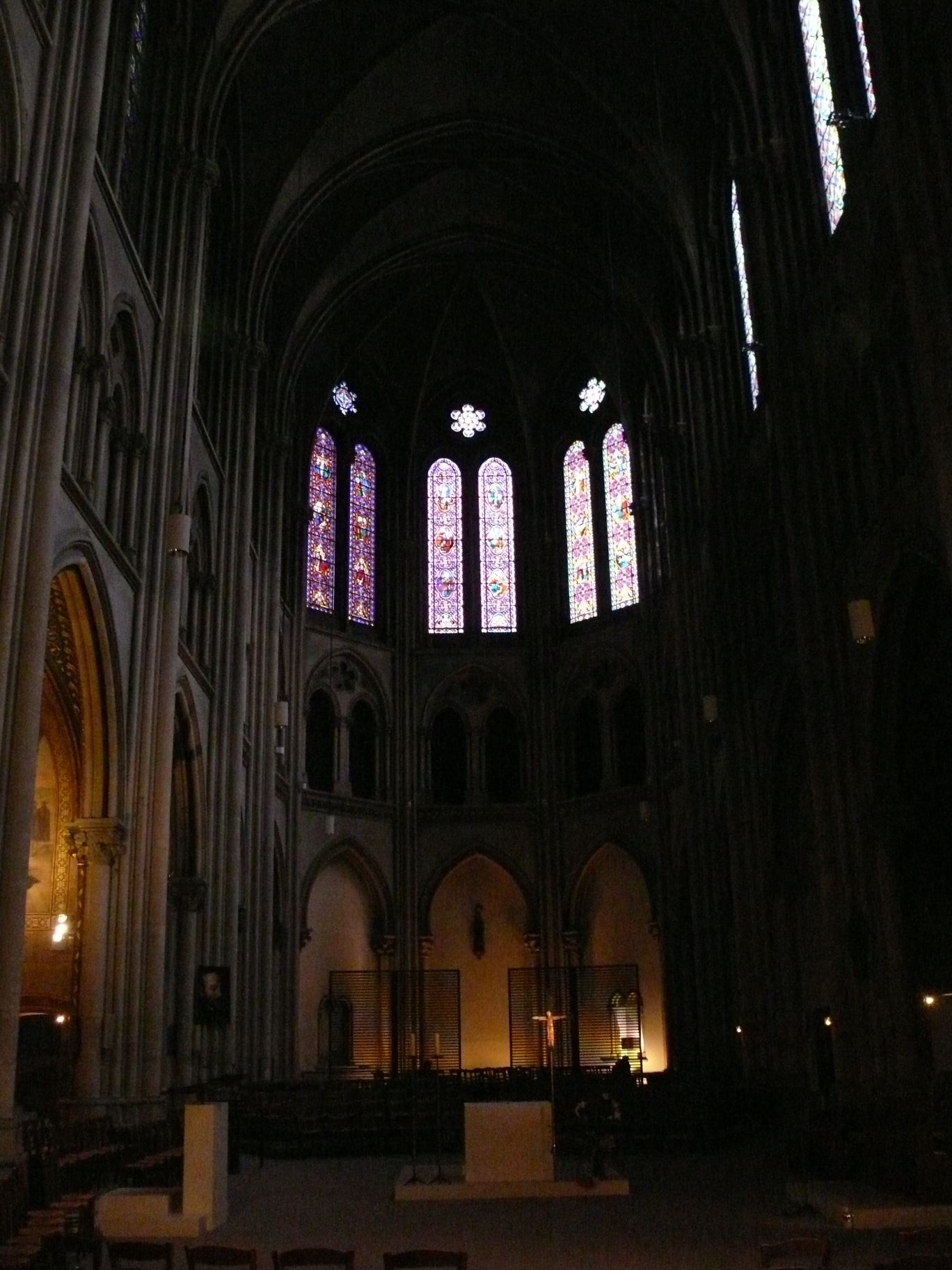
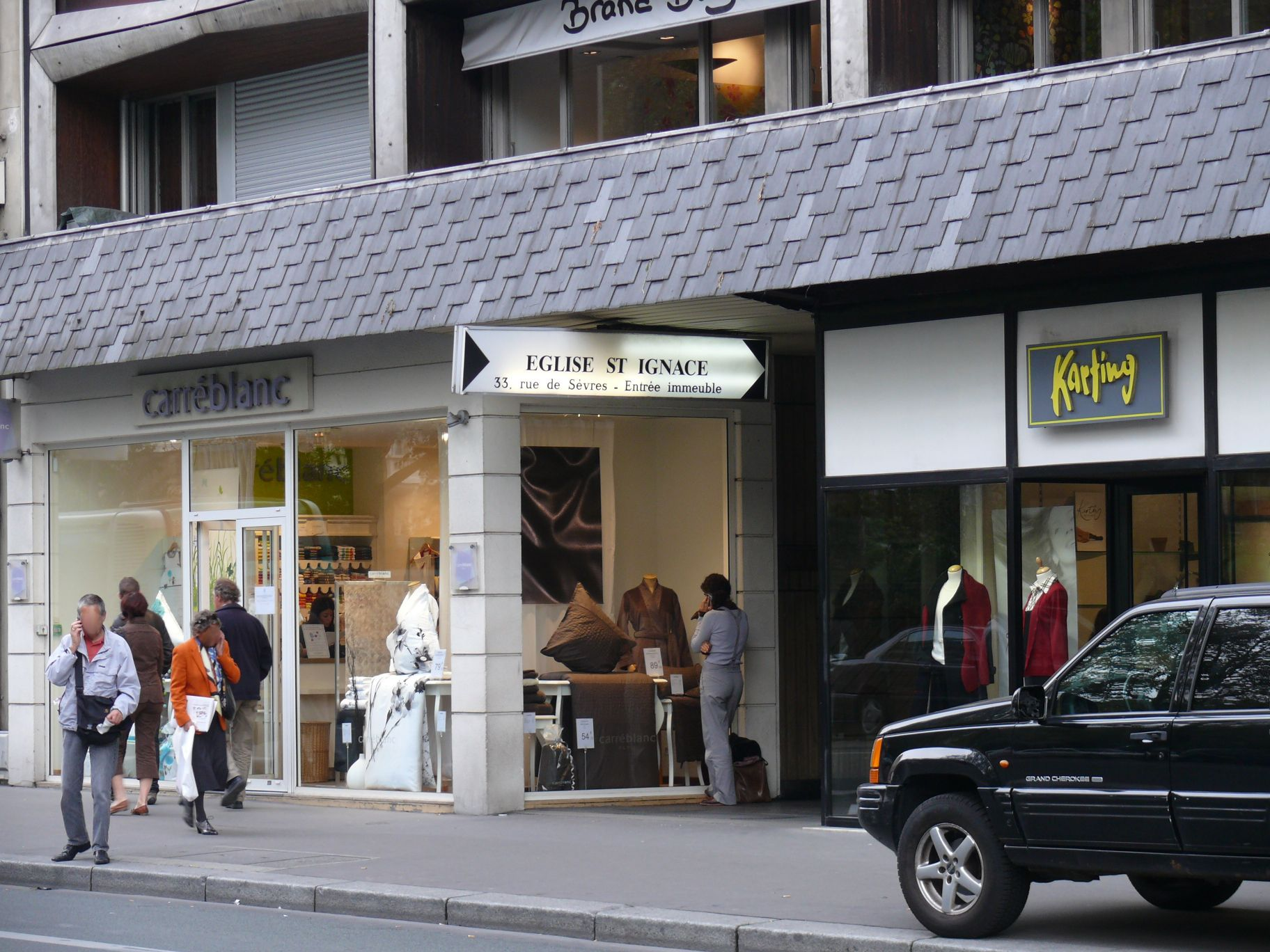
Eingang an der Straße
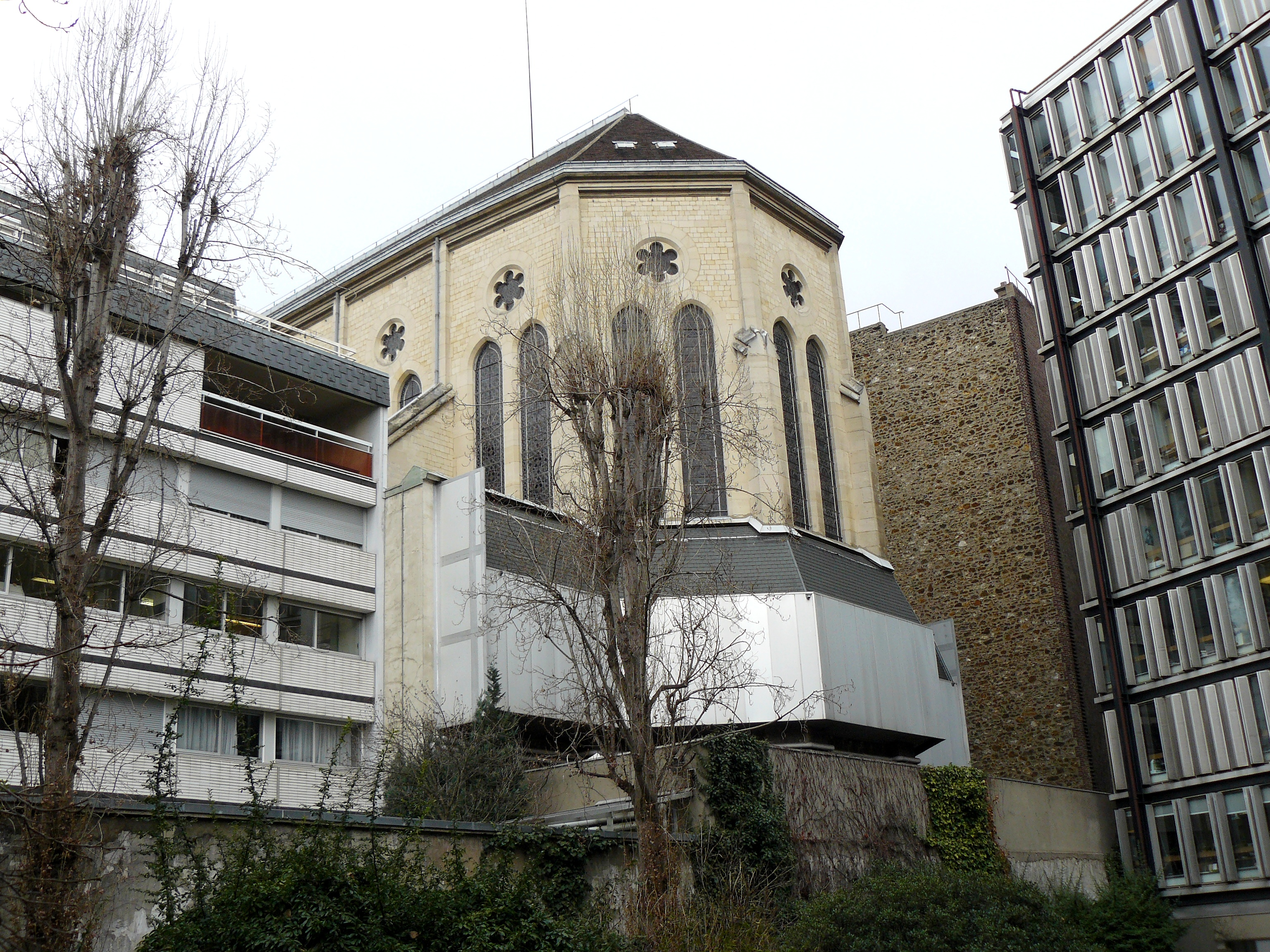
Apsis, von der Straße aus nicht sichtbar
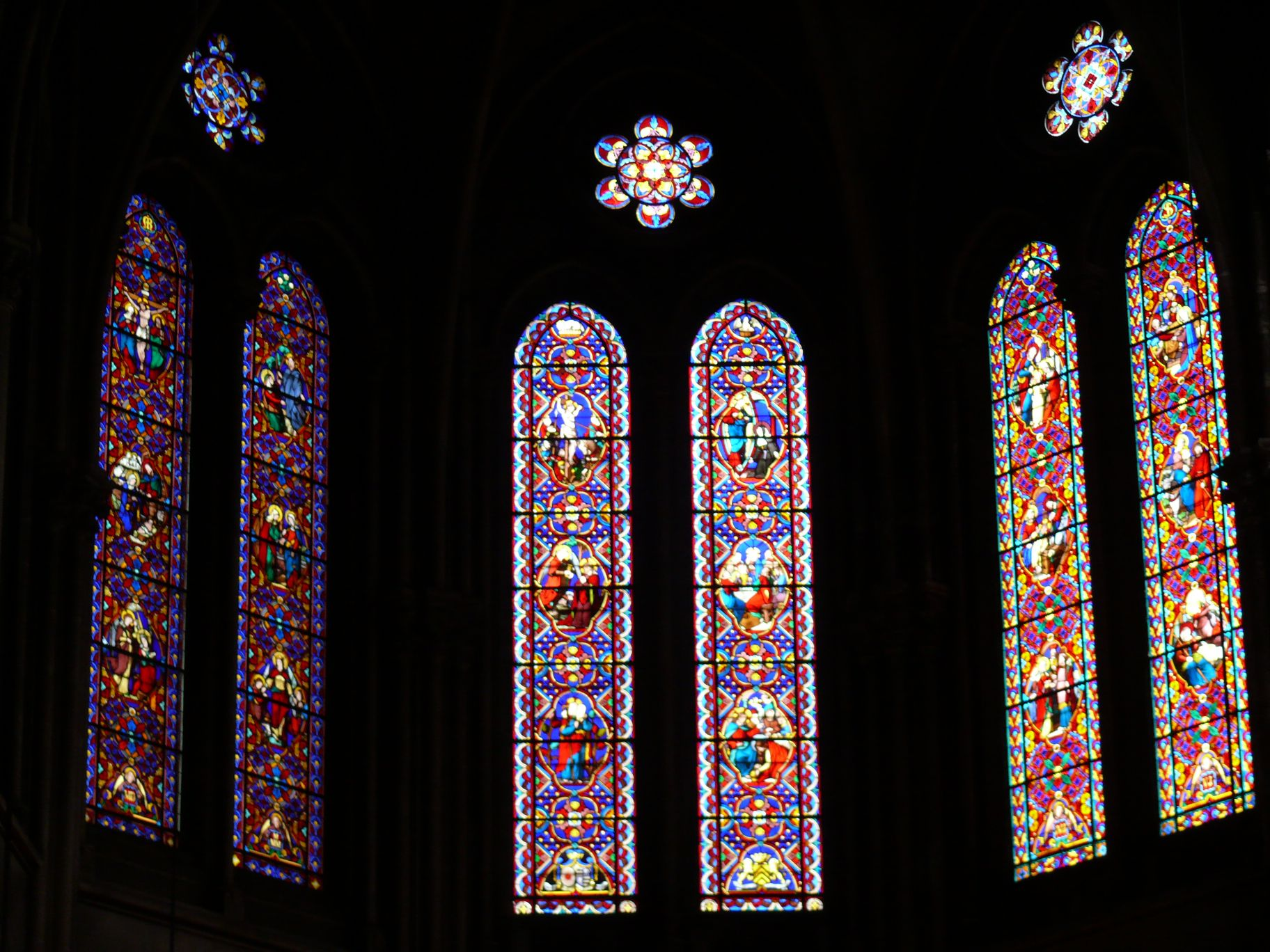
Fenster des Chores
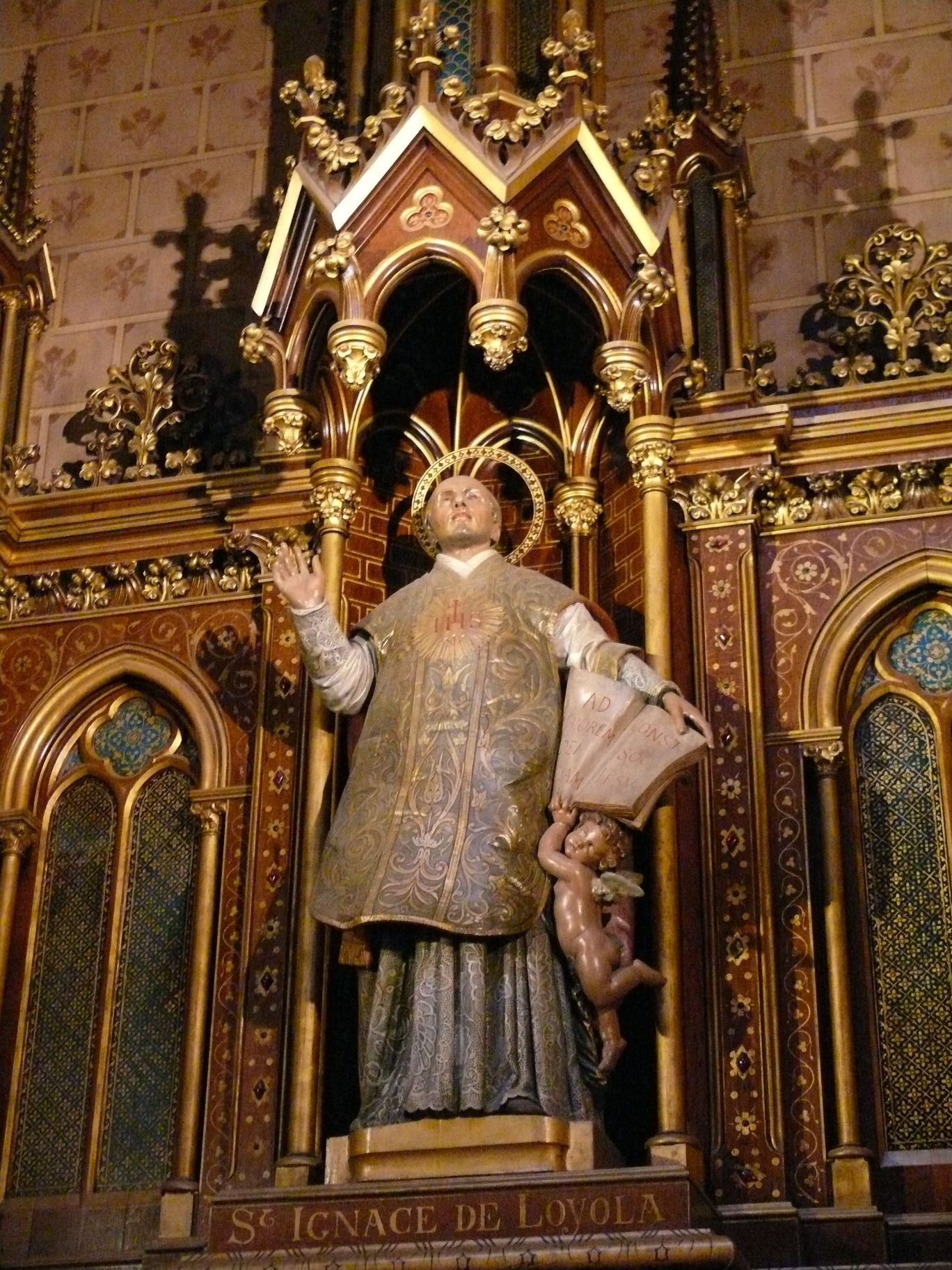
Statue des heiligen Ignatius von Loyola
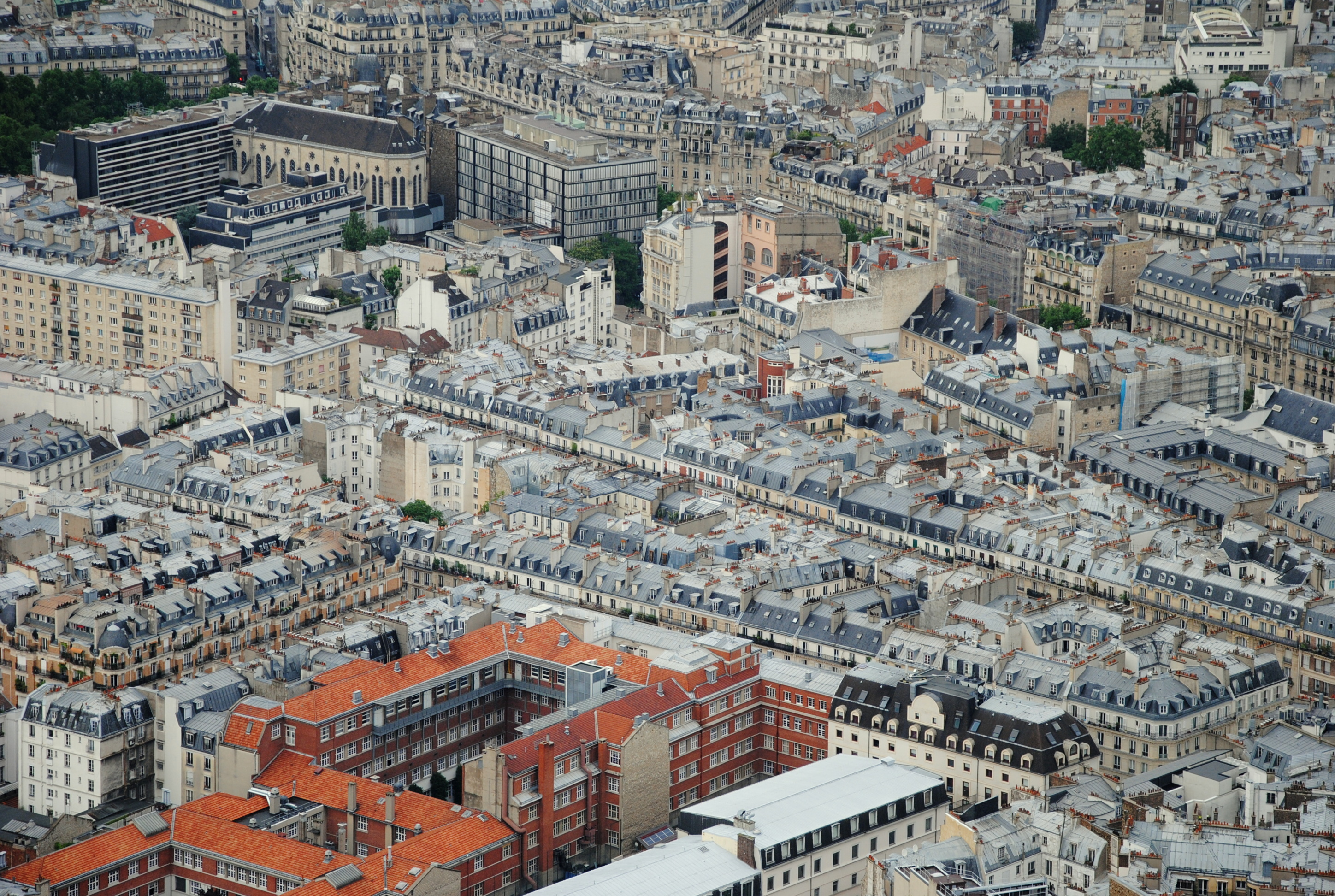
Blick vom Tour Montparnasse